# Patryk Dobek
Patryk Dobek (ur. 13 lutego 1994 w Kościerzynie) – polski lekkoatleta, specjalizujący się w biegach na 400 metrów i 400 metrów przez płotki, od 2021 biega także na średnich dystansach. Brązowy medalista olimpijski z Tokio 2020 w biegu na 800 metrów.
W 2011 został brązowym medalistą Mistrzostw Świata Juniorów Młodszych, a w 2015 zdobył złoty medal w biegu na 400 metrów przez płotki oraz srebrny medal ze sztafetą 4 × 400 metrów na młodzieżowych mistrzostwach Europy w Tallinnie. W tym samym roku zajął 7. miejsce na mistrzostwach świata w Pekinie. Jest olimpijczykiem z Rio 2016 (w biegu na 400 metrów przez płotki w Rio odpadł w eliminacjach). Jest medalistą mistrzostw Polski na różnych dystansach w różnych kategoriach wiekowych. Mistrz Europy na 800 metrów w Halowych Mistrzostwach Europy w Toruniu 2021. W 2021 na igrzyskach olimpijskich zdobył brązowy medal w biegu na 800 metrów z czasem 1:45:39.
Jest żołnierzem Marynarki Wojennej RP.
W 2021 został odznaczony Krzyżem Kawalerskim Orderu Odrodzenia Polski.

## Osiągnięcia
| Rok  | Impreza                                 | Miejsce        | Konkurencja                 | Pozycja    | Wynik   |
| ---- | --------------------------------------- | -------------- | --------------------------- | ---------- | ------- |
| 2011 | Mistrzostwa świata juniorów młodszych   | Lille          | bieg na 400 m               | 3. miejsce | 46,67   |
| 2011 | Mistrzostwa świata juniorów młodszych   | Lille          | sztafeta szwedzka           | 4. miejsce | 1:52,42 |
| 2012 | Mistrzostwa świata juniorów             | Barcelona      | sztafeta 4 × 400 m          | 2. miejsce | 3:05,05 |
| 2013 | Mistrzostwa Europy juniorów             | Rieti          | bieg na 400 m               | 2. miejsce | 46,15   |
| 2013 | Mistrzostwa Europy juniorów             | Rieti          | sztafeta 4 × 400 m          | 2. miejsce | 3:05,07 |
| 2014 | Mistrzostwa Europy                      | Zurych         | bieg na 400 m przez płotki  | półfinał   | 49,13   |
| 2015 | Superliga drużynowych mistrzostw Europy | Czeboksary     | bieg na 400 m przez płotki  | 2. miejsce | 49,04   |
| 2015 | Superliga drużynowych mistrzostw Europy | Czeboksary     | sztafeta 4 × 400 m          | 3. miejsce | 3:01,24 |
| 2015 | Młodzieżowe mistrzostwa Europy          | Tallinn        | bieg na 400 m przez płotki  | 1. miejsce | 48,84   |
| 2015 | Młodzieżowe mistrzostwa Europy          | Tallinn        | sztafeta 4 × 400 m          | 2. miejsce | 3:08,62 |
| 2015 | Mistrzostwa świata                      | Pekin          | bieg na 400 m przez płotki  | 7. miejsce | 49,14   |
| 2016 | Igrzyska olimpijskie                    | Rio de Janeiro | bieg na 400 m przez płotki  | eliminacje | 50,66   |
| 2017 | Superliga drużynowych mistrzostw Europy | Lille          | bieg na 400 m przez płotki  | 3. miejsce | 49,79   |
| 2017 | Uniwersjada                             | Tajpej         | bieg na 400 m przez płotki  | 5. miejsce | 49,51   |
| 2018 | Mistrzostwa Europy                      | Berlin         | bieg na 400 m przez płotki  | 5. miejsce | 48,59   |
| 2019 | Uniwersjada                             | Neapol         | bieg na 400 m przez płotki  | 3. miejsce | 48,99   |
| 2019 | Superliga drużynowych mistrzostw Europy | Bydgoszcz      | bieg na 400 m przez płotki  | 1. miejsce | 48,87   |
| 2019 | Superliga drużynowych mistrzostw Europy | Bydgoszcz      | sztafeta 4 × 400 m          | 3. miejsce | 3,02,56 |
| 2019 | Mistrzostwa świata                      | Doha           | bieg na 400 m przez płotki  | półfinał   | 50,18   |
| 2019 | Światowe wojskowe igrzyska sportowe     | Wuhan          | sztafeta 4 × 400 m          | 2. miejsce | 3:06,36 |
| 2019 | Światowe wojskowe igrzyska sportowe     | Wuhan          | bieg na 400 m przez płotki  | 3. miejsce | 49,69   |
| 2021 | Halowe Mistrzostwa Europy               | Toruń          | bieg na 800 m               | 1. miejsce | 1:46,81 |
| 2021 | World Athletics Relays                  | Chorzów        | sztafeta 2 × 2 × 400 metrów | 1.miejsce  | 3:40,92 |
| 2021 | Igrzyska olimpijskie                    | Tokio          | bieg na 800 m               | 3. miejsce | 1:45,39 |
| 2022 | Mistrzostwa świata                      | Eugene         | bieg na 800 m               | eliminacje | 1:46,80 |
| 2022 | Mistrzostwa Europy                      | Monachium      | bieg na 800 m               | półfinał   | 1:48,63 |

## Rekordy życiowe
- Bieg na 300 metrów – 33,34 (2013) rekord Polski juniorów[7]
- Bieg na 400 metrów – 46,12 (2019), w 2011 ustanowił wynikiem 46,67 aktualny rekord Polski kadetów
- Bieg na 400 metrów (hala) – 46,77 (2014)
- Bieg na 600 metrów – 1:15,78 (2014), w 2012 ustanowił wynikiem 1:16,14 aktualny rekord Polski juniorów
- Bieg na 600 metrów (hala) – 1:20,48 (2011) były rekord Polski kadetów
- Bieg na 800 metrów – 1:43,73 (2021)
- Bieg na 800 metrów (hala) – 1:46,81 (2021)
- Bieg na 400 metrów przez płotki – 48,40 (2015)